# Conus vicweei
Conus vicweei é uma espécie de gastrópode do gênero Conus, pertencente a família Conidae.